# Władysław Piosicki
Władysław Piosicki (ur. 26 maja 1911, zm. 13 października 2010) – malarz, nauczyciel, żołnierz 2 Dywizji Strzelców Pieszych oraz członek 2 Drużyny Harcerskiej im. J. Słowackiego w Hufcu Leszczyńskim.

## Życiorys
Urodził się 26 maja 1911 w Hanowerze. W 1918 powrócił z matką do Polski i od 1921 zamieszkał w Lesznie. Tu w 1927 ukończył szkołę powszechną, a w 1933 Państwowe Seminarium Nauczycielskie. W latach 1936–1939 pracował jako nauczyciel w Gdyni.
Po wybuchu wojny światowej przedostał się na Węgry, a później do Francji, tam wstąpił do wojska polskiego. Po upadku Francji przeszedł z armią do Szwajcarii, gdzie został internowany. W obozie organizował naukę dla żołnierzy i współtworzył przedstawienia teatralne, w których był aktorem, tancerzem, scenografem, wykonawcą kostiumów i rekwizytów. Koniec wojny zastał go w Anglii w randze Kapitana. Do Polski powrócił w 1948.
W 1949 założył rodzinę i dochował się czwórki dzieci. w 1951 w Krzeszowicach ukończył Studium Nauczycielskie. Do 1972, kiedy przeszedł na emeryturę, zawodowo związany był m.in. z Domem Dziecka we Wschowie oraz w Lesznie z takimi placówkami jak: Miejski Wydział Oświaty, Dom Kultury dla Dzieci i Młodzieży, Szkoła Ćwiczeń nr 5 przy Państwowym Liceum Pedagogicznym oraz Powiatowe Ognisko Metodyczne. Pracował w placówkach oświaty i kultury miasta przede wszystkim jako nauczyciel i instruktor plastyki, prowadząc też teatr kukiełkowy i zajęcia techniczne.
Zainteresowania plastyką Władysław Piosicki przejawiał od najmłodszych lat. Pierwsze jego prace z tej dziedziny powstały w 1934 podczas harcerskiej wędrówki po Karpatach, kiedy to zachwyciły go krajobrazy i tańce huculskie, które wywarły duży wpływ na podejmowane przez niego w dalszej twórczości tematy. Swoje zdolności plastyczne wielokrotnie miał okazję zaprezentować w czasie wojny głównie podczas realizacji sztuk teatralnych. W tym czasie też malował, rysował i tworzył grafiki. Od 1954 czynnie uczestniczył w amatorskim ruchu plastycznym. Należał do Sekcji Nauczycieli Plastyków przy ZNP w Poznaniu oraz Leszczyńskiej Sekcji Plastyków Amatorów działającej początkowo przy Wojewódzkim Domu Kultury, a od 1981 Miejskim Ośrodku Kultury w Lesznie, której był najstarszym członkiem.
Prace Władysława Piosickiego eksponowane były dotychczas na 99 wystawach indywidualnych w kraju i za granicą oraz 254 wystawach zbiorowych. Uczestniczył w 69 plenerach organizowanych w Lesznie i w różnych regionach kraju. W dorobku artystycznym twórcy znajduje się obecnie 447 obrazów olejnych, 468 akwarel i gwaszy, 45 pasteli, 163 grafik, głównie dla kościołów wielopostaciowe szopki bożonarodzeniowe. Prace artysty znajdują się w zbiorach w Polsce, ale również poza granicami m.in. na Węgrzech, we Francji, Szwajcarii, Anglii, Stanach Zjednoczonych, Kanadzie i Austrii.
W 2002 na wniosek Zarządu Miasta Leszna otrzymał tytuł Zasłużonego dla miasta Leszna.

## Nagrody i Odznaczenia
W okresie swojej wieloletniej działalności artystycznej brał udział w licznych konkursach, na których otrzymał wiele nagród i wyróżnień. Wielokrotnie odznaczony jako weteran wojenny, działacz harcerski, a także zasłużony dla oświaty i kultury.
Przyznane ordery i odznaczenia:
- 1941 – Krzyż Walecznych
- 1945 – The War Medal
- 1946 – Croix des Combattans Yoluntaires des Gueres 1939/45
- 1947 – Medal Wojska
- 1950 – Croix de Guerre
- 1975 – Krzyż Kawalerski Orderu Odrodzenia Polski
- 1976 – Medal Zwycięstwa i Wolności
- 1976 – Medal Edukacji Narodowej
- 1981 – Złoty Krzyż Zasługi od ZHP
- 1990 – Krzyż Czynu Bojowego Polskich Sił Zbrojnych na Zachodzie
- 1999 – Medal za Długoletnie Pożycie Małżeńskie (wraz z żoną Urszulą)[7]

Przyznane odznaki:
- 1945 – Internowania (1945)
- 1945 – Szkoły Podchorążych w Wielkiej Brytanii
- 1975 – Odznaka Zasługi dla Wielkopolskiej Organizacji ZHP
- 1976 – Opiekun Miejsc Pamięci Narodowej
- 1982 – Odznaka za Zasługi dla ZBoWiD
- 1982 – Zasłużony Działacz Kultury
- 1998 – Seniorancka Odznaka Honorowa LXXX-lecia ZHP[4]

W 2008 otrzymał Honorową Nagrodę Hetmana Kolekcjonerów Polskich Jerzego Dunin-Borkowskiego.